# Alison Cerutti
Alison Cerutti (ur. 7 grudnia 1985 w Vitórii) – brazylijski siatkarz plażowy. Wicemistrz olimpijski z Londynu w parze z Emanuelem Rego. Mistrz olimpijski z Rio de Janeiro w parze z Brunem Schmidtem. Dwukrotny złoty medalista Mistrzostw Świata w siatkówce plażowej.